# Stefan de Vrij
Stefan de Vrij, född 5 februari 1992 i Ouderkerk aan den IJssel, Nederländerna, är en nederländsk fotbollsspelare.
De Vrij spelar som mittback för italienska Inter samt Nederländernas landslag
och var med när Nederländerna tog brons VM 2014 i Brasilien. Han var med från start alla matcher och gjorde dessutom ett mål i premiären mot Spanien som Nederländerna vann med 5–1.

## Karriär
Den 2 juli 2018 presenterade Inter värvningen av De Vrij från Lazio via sin hemsida. Affären blev dock klar redan vid slutet av maj samma år, men gick igenom 1 juli efter att hans kontrakt med Lazio löpt ut. De Vrij signerade ett femårskontrakt med klubben.
Det första målet för de Vrij kom redan i hans andra Serie A–match, den 26 augusti 2018 mot Torino, när han nickade in 2–0 till Inter. Matchen slutade dock 2–2 i slutändan.